# فساد در ارمنستان
فساد در ارمنستان در دوران مدرن به میزان قابل توجهی کاهش یافته است، اما همچنان یک مشکل مداوم در این کشور است. با این وجود مبارزه با فساد پس از انقلاب ۲۰۱۸ ارمنستان پیشرفت چشمگیری را به ثبت رساند. ارمنستان عضو شورای اروپا و شبکه مبارزه با فساد سازمان توسعه و همکاری اقتصادی است همچنین اقدامات ضد فساد ارمنستان به‌طور منظم در مکانیسم‌های نظارتی آنها ارزیابی می‌شود.

## پیشرفت از سال ۲۰۱۸
در سال ۲۰۲۳، ارمنستان در رتبه ۶۲ از ۱۸۰ کشور در شاخص ادراک فساد قرار گرفته بود و امتیاز ۴۷ را در مقیاس ۰ ("بسیار فاسد") تا ۱۰۰ ("بسیار تمیز") کسب کرد. رتبه ۱۸۰ (و امتیاز پایین) کشوری است که به شدت فاسد شناخته می‌شود و رتبه ۱ (و امتیاز بالا) کشوری است که تصور می‌شود بدون فساد است. در سراسر جهان، بهترین امتیاز ۹۰ (رتبه ۱)، میانگین امتیاز ۴۳ و بدترین امتیاز ۱۱ (رتبه ۱۸۰) بود؛ بنابراین، ارمنستان در سال ۲۰۲۳ تقریباً در میانه این آمار قرار گرفته بود. همچنین از نظر منطقه ای، بالاترین امتیاز در بین کشورهای اروپای شرقی و آسیای مرکزی بود 
ارمنستان بین سال‌های ۲۰۱۸ تا ۲۰۲۰ پیشرفت قابل‌توجهی در مبارزه با فساد به ثبت رساند و امتیاز خود را در بین جوامع بین‌المللی از ۳۵ به ۴۹ و رتبه خود را از ۱۰۵ به ۶۰ ارتقا داد. افزایش امتیاز ارمنستان بین سال‌های ۲۰۱۹ و ۲۰۲۰ به میزان ۷ امتیاز، دومین پیشرفت برتر در سراسر جهان بود. در مقایسه ای که در سال ۲۰۲۰ انجام شد، ارمنستان (با رتبه ۶۰ در ۲۰۲۰) نسبت به سه کشور همسایه خود، آذربایجان (رتبه ۱۲۹)، ایران (رتبه ۱۴۹) و ترکیه (۸۶) کشوری با فساد کمتر شناخته شد. چهارمین همسایه ارمنستان، گرجستان، در آمار سال ۲۰۲۰ در رتبه ۴۵ قرار گرفت.